# عضلة حلقية طرجهالية خلفية
العَضَلَةُ الحِلْقِيَّةُ الطِّرْجِهالِيَّةُ الخَلْفِيَّة (بالإنجليزية: Posterior cricoarytenoid muscle)‏ هما زوج يتكون من عضلتين صغيرتين تمتد كل منهما من الغضاريف الحلقية الخلفية إلى الغضروف الطرجهالي في الحنجرة . 

## التعصيب
تتلقي العضلة الحلقية الطرجهالية الخلفية تعصيبها من العصب الحنجري الراجع المتفرع من العصب المبهم (CN X). :10

## الوظيفة
العضلة الحلقية الطرجهالية الخلفية هي العضلة الوحيدة التي تفتح الأحبال الصوتية. عن طريق تدوير الغضروفين الطرجهاليين للخارج في الاتجاه الجانبي، فإن هاتان العضلتان تُبعِّدان الأحبال الصوتية وبالتالي تفتحان فتحة المزمار.  :9
عمل العضلة الحلقية الطرجهالية الخلفية يضاد عمل العضلة الحلقية الطرجهالية الوحشية.

## الأهمية سريرية
قد يؤدي شلل العضلات الحلقية الطرجهالية الخلفية إلى الاختناق لأنها العضلات الحنجرية الوحيدة التي تفتح الطيات الصوتية الحقيقية (الأحبال الصوتية)، مما يسمح بالشهيق والزفير. 

## صور إضافية

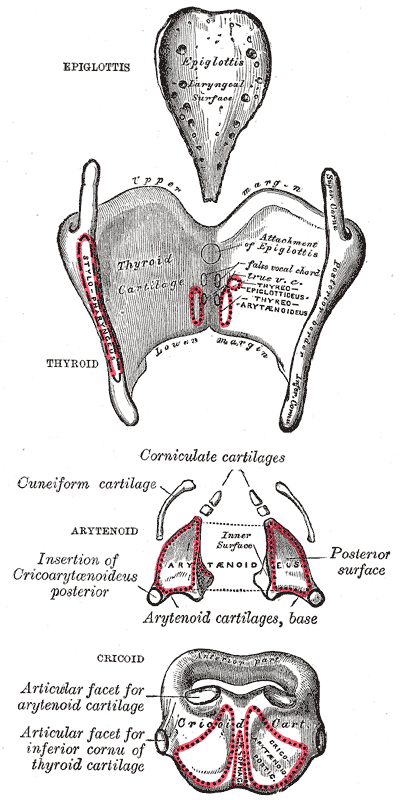
غضروف الحنجرة، نظرة من الخلف.
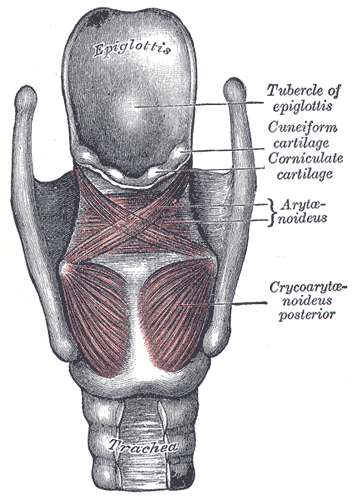
عضلات الحنجرة، نظرة من الخلف.
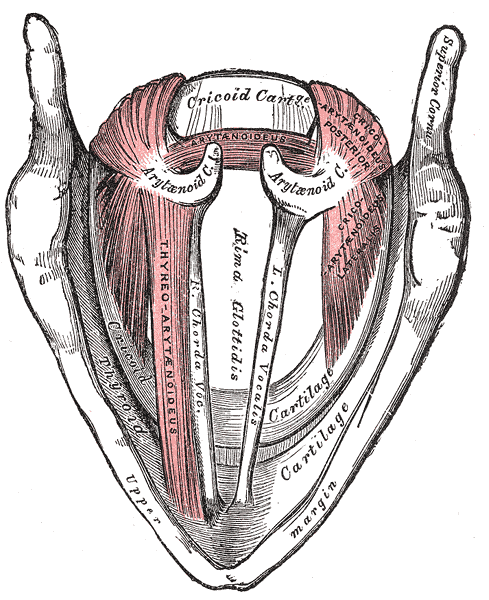
عضلات الحنجرة، نظرة من أعلى.
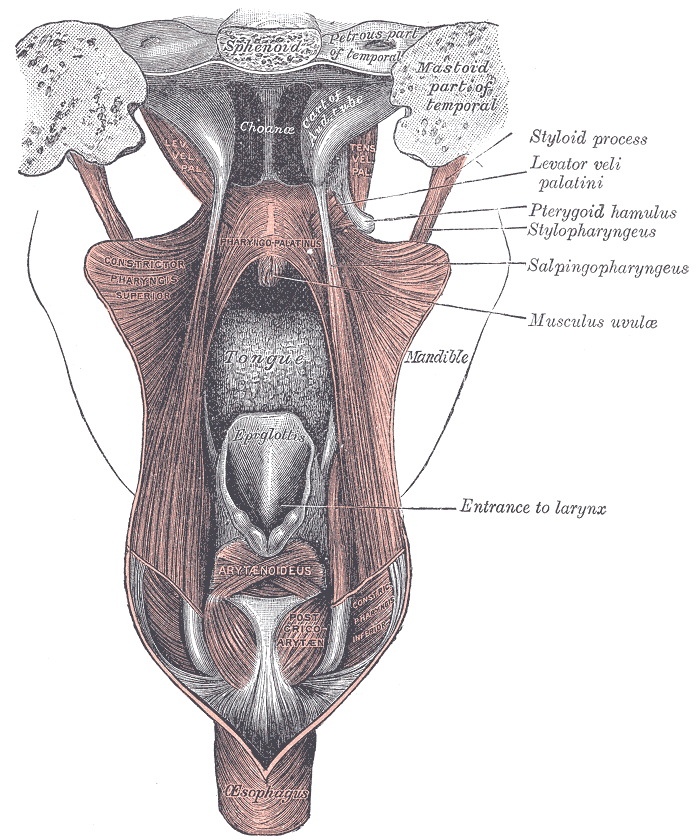
تشريح عضلات الحنك من الخلف.
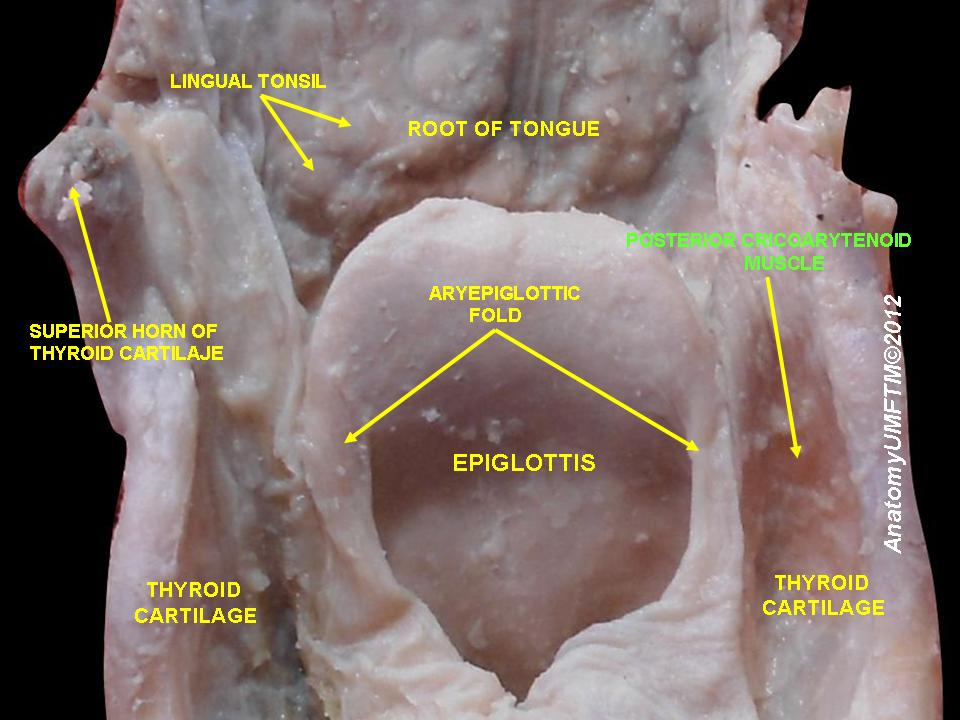
العضلات الحلقية الطرجهالية الخلفية.
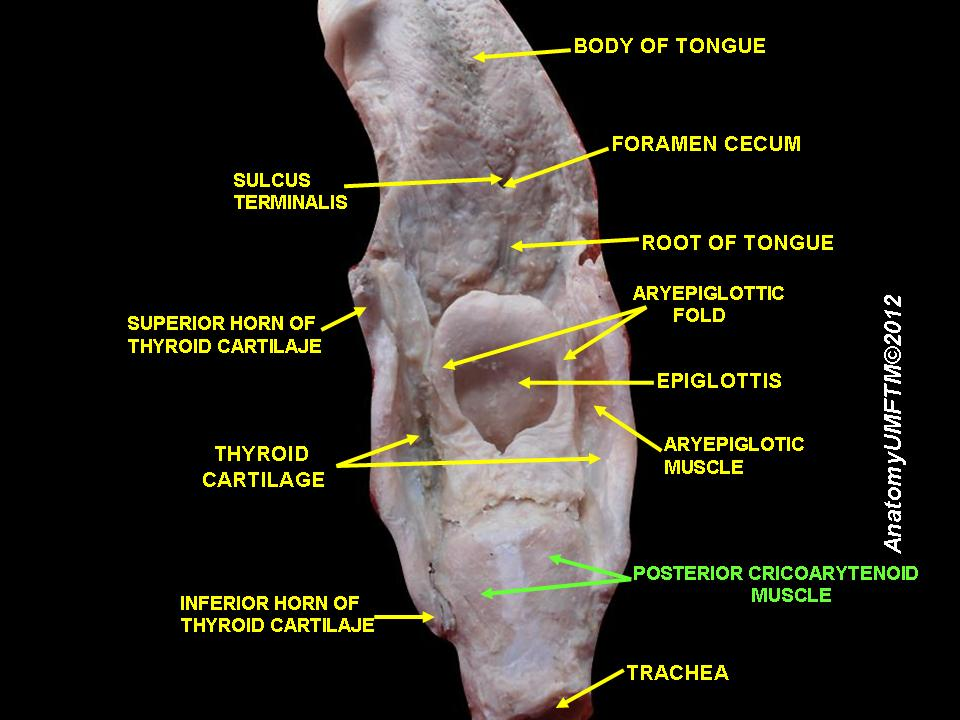
العضلات الحلقية الطرجهالية الخلفية.
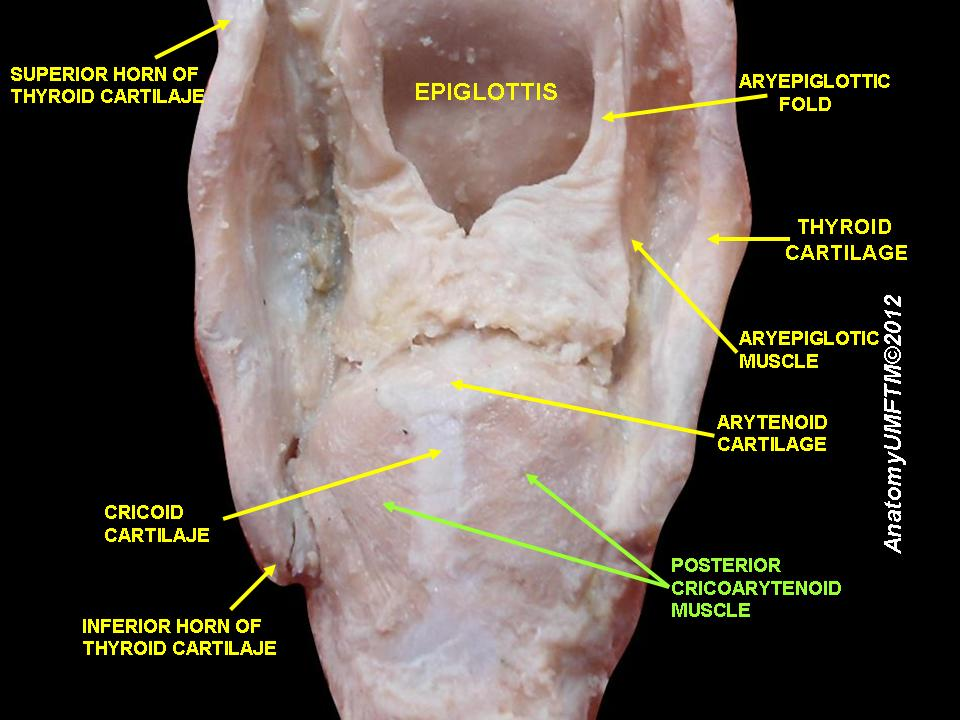
العضلات الحلقية الطرجهالية الخلفية.

## روابط خارجية
- أطلس تشريح جامعة ميشيغان rsa4p2
- درسٌ تشريحي حول lesson11 مُعدٌ بواسطة ويسلي نورمان (جامعة جورجتاون). ( larynxmuscles )